# Garaeus fulvata
Garaeus fulvata är en fjärilsart som beskrevs av W. Warren 1898. Garaeus fulvata ingår i släktet Garaeus och familjen mätare. Inga underarter finns listade i Catalogue of Life.